# 阎行
阎行（？—？），字彦明，后改名为阎艳，金城人（今甘肃省兰州市附近），是东汉末年三国时期人物，对于曹操消灭韩遂平定凉州起了重大作用。其事迹主要见于《三国志·魏书·张既传》的裴注中。

## 生平
据《魏略》记载，阎行年轻时有一定名声，作为小将跟随韩遂，韩遂与马腾发生冲突时，曾经试图以矛刺马腾之子马超，當時閻行槍矛折斷，而該折矛敲刺馬超的頸項，几乎杀死马超。建安十四年（209年），韩遂派遣他为使节拜谒曹操，受到曹操厚待，表为犍为太守。阎行请求让他的父亲搬到京城，然后回去见韩遂，向他传递曹操的指示：“你起兵的情况有迫不得已之处，我已知道，应当及早来归顺，共同辅佐朝廷。”
阎行又劝说韩遂：“我阎行也是为了将军啊。将军起兵三十年，人民与将士都已疲惫，所占据的地方又偏狭，应该及早找到依靠对象。所以在邺城的时候，我已经禀报曹操我会让我的父亲去京师，希望将军也能派遣一个儿子前去，以表示对曹操的赤胆忠诚。”韩遂回答：“先观望几年！”不过之后还是同意遣子，而阎行则将父母一同送往曹操控制的京师。
后来韩遂讨伐张猛时，正好马超与凉州其他将领商议起兵抗击曹操，一致推举韩遂为都督。马超的父亲马腾此时也在邺城作为人质。韩遂返回后，马超对他说：“之前司隶校尉钟繇曾命我谋害将军，关东之人已经不可以相信了。现在我放弃我的父亲，如父亲一样对待将军，将军也应该放弃你的儿子，如儿子一样对待我。”之后，阎行进谏韩遂，不希望他与马超联合，韩遂回答：“现在诸将不谋而合，似乎有天意啊。”后来韩遂和曹操交马谈话时，阎行跟在韩遂身后，曹操望着他对韩遂说：“要顾念这个孝子。”
曹操成功离间马超、韩遂后，大败他们的军队，阎行随韩遂逃回金城郡。曹操知道阎行之前的行为，所以只处死了韩遂在京师的子孙，另一方面又写亲笔信给阎行，告知其父母虽然平安，但是朝廷不可能一直为他们养老。韩遂知道阎行的父亲没被处死，想设法害死他，以使阎行忠心于自己，于是强迫阎行迎娶自己的女儿，阎行无法推辞，曹操知道后果然开始怀疑阎行。正好韩遂此时命令阎行去管理金城西面的西平郡（郡治在西都，今青海省西宁市），于是阎行纠集自己的部下，转而攻击韩遂。但是阎行最终无法得胜，于是他带着家人去了曹操处，曹操拜他为列侯。